# Arctic Air
Arctic Air est une série télévisée canadienne en 35 épisodes de 42 minutes créée par Ian Weir et diffusée entre le 10 janvier 2012 et le 8 avril 2014 sur le réseau CBC.
Au Québec, la série est diffusée depuis le 27 août 2013 sur Séries+. Néanmoins, elle reste inédite dans les autres pays francophones.

## Synopsis
Dans le grand Nord canadien, une petite entreprise d'aviation de transport de marchandises travaille pour tous types de clients avec un grand sens de l'abnégation.

## Distribution

### Acteurs principaux
- Adam Beach (VQ : François Godin) : Bobby Martin
- Pascale Hutton (en) (VQ : Mélanie Laberge) : Krista Ivarson
- Kevin McNulty (VQ : Denis Mercier) : Mel Ivarson
- Stephen Lobo (VQ : Philippe Martin) : Dev Panwar
- Carmen Moore (VQ : Aline Pinsonneault) : Loreen Cassway
- John Reardon (en) (VQ : Nicolas Charbonneaux-Collombet) : Blake Laviolette
- Timothy Webber (VQ : Jean-Luc Montminy) : Cece Cooper
- Emilie Ullerup (VQ : Annie Girard) : Astrid Poulsen (31 épisodes)

### Acteurs récurrents
- Tanaya Beatty (VQ : Émilie Gilbert) : Caitlin Janvier (19 épisodes)
- Lexa Doig : Petra Hossa (14 épisodes)
- Adam DiMarco (VQ : Gabriel Lessard) : Kirby Nystoruk (saisons 1 et 2, 14 épisodes)
- Brian Markinson (VQ : Louis-Philippe Dandenault) : Ronnie Dearman (12 épisodes)

 Source et légende : version québécoise (VQ) sur Doublage.qc.ca

## Épisodes

### Première saison (2012)
1. Dans un ciel bleu (Out of a Clear Blue Sky)
2. Grosse mise (All In)
3. Prise d'otages (Hijacked)
4. Tout ce qui importe (All the Vital Things)
5. Aurores boréales (Northern Lights)
6. C-TVAK (C-TVAK)
7. Vancouver, ville de cinglés (Vancouver is Such a Screwed-Up City)
8. Le Professionnel (The Professional)
9. Nouveau Nord (New North)
10. Fais un saut pour le déjeuner (Drop in for Lunch)

### Deuxième saison (2013)
Le 19 avril 2012, CBC a renouvelé la série pour une deuxième saison de treize épisodes diffusée depuis le 9 janvier 2013.
1. Feu de forêt (Wildfire)
2. Alerte à la bombe (Bombs Away)
3. La chasse est ouverte (Open Season)
4. Temps orageux (Stormy Weather)
5. Vieilles blessures (Old Wounds)
6. Cargo dangereux (Dangerous Cargo)
7. De l'or dans les montagnes (There's Gold in Them Thar Hills)
8. Secrets et mensonges (Secrets & Lies)
9. Fugitive (Hell Hath No Fury)
10. Des squelettes dans le placard (Skeletons in the Closet)
11. Retrouvailles houleuses (Blood Is Thicker Than Water)
12. Encore des cachotteries (Fool Me Once)
13. Ts'inada (Ts'inada)

### Troisième saison (2014)
Le 2 avril 2013, CBC a renouvelé la série pour une troisième saison de douze épisodes diffusée depuis le 7 janvier 2014.
1. La Rivière (The River)
2. Hautes eaux (High Water)
3. La Liaison (The Fling)
4. Tumulte au fil d'arrivée (The Finish Line)
5. Ennemis un jour… (The Devils You Know)
6. Au bord du gouffre (On The Edge)
7. Vol en solo (Flying Solo)
8. Le Fugitif (The Fugitive)
9. Rites de passage (Rites Of Passage)
10. Dernière livraison (Last Drop)
11. La Chute (1/2) (The Fall Part 1)
12. La Chute (2/2) (The Fall Part 2)

## Commentaire
Le 17 mars 2014, la série a été annulée pour cause de coupe budgetaire.

## Accueil
Le pilote a été vu par 1,05 million de téléspectateurs, et le troisième épisode par 1,074 million.